# Albanchez de Mágina
Albanchez de Mágina település Spanyolországban, Jaén tartományban. Albanchez de Mágina Bedmar y Garcíez, Cambil, Jimena és Torres községekkel határos. Lakosainak száma 930 fő (2024).

## Népesség
A település népessége az elmúlt években az alábbi módon változott:
| Lakosok száma | 1474 | 1397 | 1272 | 1228 | 1233 | 1140 | 1060 | 1024 | 993  | 930  |
|               | 2001 | 2004 | 2007 | 2009 | 2012 | 2014 | 2017 | 2019 | 2022 | 2024 |